# Amamiskrika
Amamiskrika (Garrulus lidthi) är en hotad tätting i familjen kråkfåglar som endast förekommer på två öar i södra Japan.

## Utseende och läte
Amamiskrikan är en stor (38 cm), brun och blå skrika. Huvudet är mörkblått med blåsvart panna och tygel, strupen är vitfläckad och näbben tvåfärgad med hornfärgad spets och gråblå näbbrot. Stjärten och vingarna är mörkblå, medan rygg och undersida är djupt kastanjebruna. Vanligaste lätet är ett hårt "kraah".

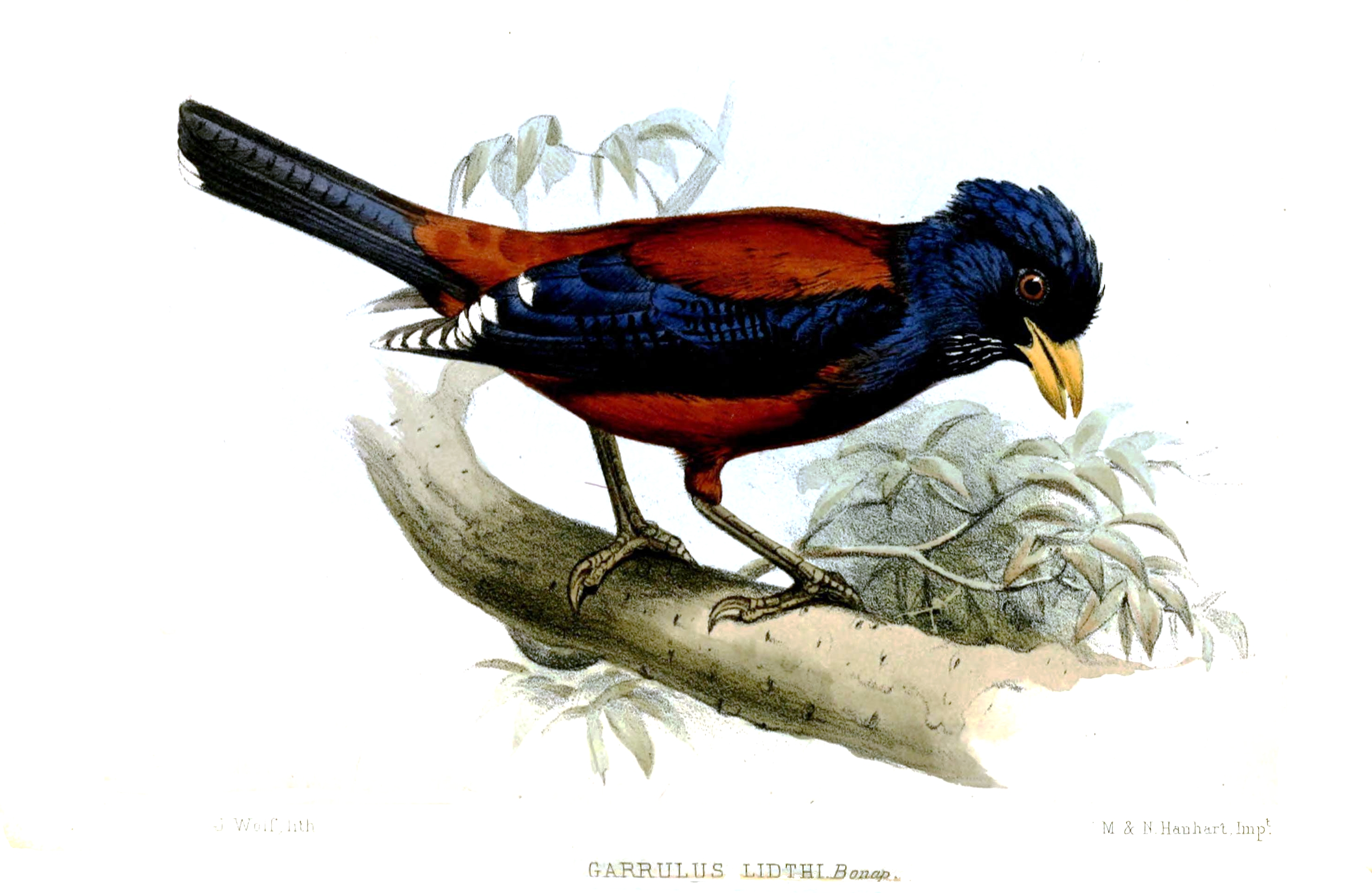

## Utbredning och systematik
Amamiskrikan förekommer endast på ön Amami-Ōshima med närliggande småöar (Kakeroma-jima, Uke-jima och Edateku-jima) i norra delen av de japanska Ryukyuöarna. Den behandlas som monotypisk, det vill säga att den inte delas in i några underarter.

## Levnadssätt
Amamiskrikan förekommer både i skog och skogslandskap kring odlingslandskap och mänsklig bebyggelse, men föredrar tydligt högrest ursprunglig skog. Den livnär sig på ekollon från bland annat ekarterna Castanopsis cuspidate och Quercus glauca, men även insekter, spindlar, reptiler, fåglar, frukt och frön. Fågeln bildar troligen långvariga par och häckning äger rum från slutet av januari eller början av februari till maj.

## Status och hot
Amamiskrikan har ett mycket litet utbredningsområde och en världspopulation på uppskattningsvis endast 5800 individer. Den har minskat vid åtminstone vid två tillfällen i historien, dels på grund av exploatering i början av 1900-talet, dels i slutet av 1900-talet förmodligen orsakat av skogsavvkerning och predation från invasiva arter. Internationella naturvårdsunionen kategoriserar därför amamiskrikan som sårbar. Det är svårt att bedöma nutida utvecklingstrend på grund av brist på data, men den kan ha börjat öka i antal igen sedan 2006 och kan nu ha en stabil population.

## Namn
Fågelns vetenskapliga artnamn hedrar Theodorus Gerrit van Lidth de Jeude (1788-1863), tysk st, veterinär och zoolog.